# 豊丘本線料金所
豊丘本線料金所（とよおかほんせんりょうきんじょ）は、愛知県知多郡美浜町にある、南知多道路の本線料金所。

## 料金所
古布インターチェンジと豊丘インターチェンジに料金所がないので、半田方面から来た車はここで通行料を支払う。
2車線時代は南知多インターチェンジに本線料金所が設置されていた。

## 隣
南知多道路
南知多IC - 豊丘TB - 古布IC